# Leichtathletik-Afrikameisterschaften 2004
Die 14. Leichtathletik-Afrikameisterschaften fanden vom 9. bis 13. August 2004 im Alphonse-Massemba-Débat-Stadion in Brazzaville, der Hauptstadt der Republik Kongo, statt. Wettbewerbe wurden in jeweils 22 Disziplinen für Männer und Frauen ausgetragen. Zum ersten Mal bei Afrikameisterschaften starteten auch Frauen im 3000-Meter-Hindernislauf sowie im 20-km-Gehen, das für sie die 10-Kilometer-Distanz ersetzte. Insgesamt nahmen 431 Athleten aus 42 Ländern teil.

## Resultate

### 100 m
| Platz | Athlet         | Land | Zeit (s) |
| ----- | -------------- | ---- | -------- |
| 1     | Olusoji Fasuba | NGA  | 10,21    |
| 2     | Idrissa Sanou  | BUR  | 10,37    |
| 3     | Jaysuma Saidy  | GAM  | 10,43    |

| Platz | Athletin          | Land | Zeit (s) |
| ----- | ----------------- | ---- | -------- |
| 1     | Endurance Ojokolo | NGA  | 11,33    |
| 2     | Mercy Nku         | NGA  | 11,36    |
| 3     | Geraldine Pillay  | RSA  | 11,40    |

### 200 m
| Platz | Athlet           | Land | Zeit (s) |
| ----- | ---------------- | ---- | -------- |
| 1     | Joseph Batangdon | CMR  | 20,46    |
| 2     | Ambrose Ezenwa   | NGA  | 20,75    |
| 3     | Morné Nagel      | RSA  | 20,83    |

| Platz | Athletin         | Land | Zeit (s) |
| ----- | ---------------- | ---- | -------- |
| 1     | Geraldine Pillay | RSA  | 23,18    |
| 2     | Kadiatou Camara  | MLI  | 23,22    |
| 3     | Kaltouma Nadjina | CHA  | 23,29    |

### 400 m
| Platz | Athlet                  | Land | Zeit (s) |
| ----- | ----------------------- | ---- | -------- |
| 1     | Éric Milazar            | MRI  | 45,03    |
| 2     | Ezra Sambu              | KEN  | 45,33    |
| 3     | Young Talkmore Nyongani | ZIM  | 45,69    |

| Platz | Athletin          | Land | Zeit (s) |
| ----- | ----------------- | ---- | -------- |
| 1     | Fatou Bintou Fall | SEN  | 50,62    |
| 2     | Kaltouma Nadjina  | CHA  | 50,80    |
| 3     | Hortense Béwouda  | CMR  | 51,15    |

### 800 m
| Platz | Athlet              | Land | Zeit (min) |
| ----- | ------------------- | ---- | ---------- |
| 1     | William Yiampoy     | KEN  | 1:45,36    |
| 2     | Hezekiél Sepeng     | RSA  | 1:45,55    |
| 3     | Ismail Ahmed Ismail | SUD  | 1:45,87    |

| Platz | Athletin           | Land | Zeit (min) |
| ----- | ------------------ | ---- | ---------- |
| 1     | Saïda el-Mehdi     | MAR  | 2:03,52    |
| 2     | Charity Wandia     | KEN  | 2:04,08    |
| 3     | Caroline Chepkwony | KEN  | 2:04,58    |

### 1500 m
| Platz | Athlet           | Land | Zeit (min) |
| ----- | ---------------- | ---- | ---------- |
| 1     | Paul Korir       | KEN  | 3:39,48    |
| 2     | Peter Roko Ashak | SUD  | 3:41,31    |
| 3     | Yassine Bensghir | MAR  | 3:41,49    |

| Platz | Athletin           | Land | Zeit (min) |
| ----- | ------------------ | ---- | ---------- |
| 1     | Nancy Jebet Langat | KEN  | 4:24,56    |
| 2     | Saïda el-Mehdi     | MAR  | 4:24,87    |
| 3     | Jeruto Kiptum      | KEN  | 4:25,85    |

### 5000 m
| Platz | Athlet           | Land | Zeit (min) |
| ----- | ---------------- | ---- | ---------- |
| 1     | Zwedo Marengo    | ETH  | 13:47,77   |
| 2     | Boniface Songok  | KEN  | 13:48,06   |
| 3     | Hillary Chenonge | KEN  | 13:48,44   |

| Platz | Athletin                  | Land | Zeit (min) |
| ----- | ------------------------- | ---- | ---------- |
| 1     | Etalemahu Kidane          | ETH  | 16:25,83   |
| 2     | Priscah Jepleting Ngetich | KEN  | 16:26,15   |
| 3     | Angèle Haronsimana        | BDI  | 16:55,99   |

### 10.000 m
| Platz | Athlet                 | Land | Zeit (min) |
| ----- | ---------------------- | ---- | ---------- |
| 1     | Charles Waweru Kamathi | KEN  | 28:07,83   |
| 2     | Abebe Dinkesa          | ETH  | 28:10,49   |
| 3     | Yebeltal Admasu        | ETH  | 28:28,59   |

| Platz | Athletin                | Land | Zeit (min) |
| ----- | ----------------------- | ---- | ---------- |
| 1     | Eyerusalem Kuma         | ETH  | 31:56,77   |
| 2     | Irene Kwambai Kipchumba | KEN  | 31:57,54   |
| 3     | Catherine Kirui         | KEN  | 32:35,71   |

### 110 m/100 m Hürden
| Platz | Athlet              | Land | Zeit (s)   |
| ----- | ------------------- | ---- | ---------- |
| 1     | Todd Matthews-Jouda | SUD  | 13,70 (CR) |
| 2     | Shaun Bownes        | RSA  | 13,80      |
| 3     | Frikkie van Zyl     | RSA  | 13,81      |

| Platz | Athletin            | Land | Zeit (s) |
| ----- | ------------------- | ---- | -------- |
| 1     | Rosa Rakotozafy     | MDG  | 13,73    |
| 2     | Carole Kaboud Mebam | CMR  | 14,07    |
| 3     | Alima Soura         | BUR  | 14,38    |

### 400 m Hürden
| Platz | Athlet            | Land | Zeit (s) |
| ----- | ----------------- | ---- | -------- |
| 1     | Llewellyn Herbert | RSA  | 48,90    |
| 2     | Julius Bungei     | KEN  | 49,56    |
| 3     | Ockert Cilliers   | RSA  | 49,58    |

| Platz | Athletin         | Land | Zeit (s) |
| ----- | ---------------- | ---- | -------- |
| 1     | Surita Febbraio  | RSA  | 55,12    |
| 2     | Mame Tacko Diouf | SEN  | 55,62    |
| 3     | Zahra Lachguer   | MAR  | 57,12    |

### 3000 m Hindernis
| Platz | Athlet                      | Land | Zeit (min) |
| ----- | --------------------------- | ---- | ---------- |
| 1     | David Chemweno              | KEN  | 8:17,31    |
| 2     | Richard Kipkemboi Mateelong | KEN  | 8:26,34    |
| 3     | Abdelatif Chemlal           | MAR  | 8:31,01    |

| Platz | Athletin       | Land | Zeit (min)  |
| ----- | -------------- | ---- | ----------- |
| 1     | Bouchra Chaâbi | MAR  | 09:53,46 CR |
| 2     | Nawal Baïbi    | MAR  | 10:11,42    |
| 3     | Tebogo Masehla | RSA  | 10:34,40    |

### 20 km Gehen
| Platz | Athlet          | Land | Zeit (h) |
| ----- | --------------- | ---- | -------- |
| 1     | Julius Sawe     | KEN  | 1:27:43  |
| 2     | Hassanine Sebai | TUN  | 1:28:35  |
| 3     | Moussa Aouanouk | ALG  | 1:29:02  |

| Platz | Athletin        | Land | Zeit (h) |
| ----- | --------------- | ---- | -------- |
| 1     | Grace Wanjiru   | KEN  | 1:42:45  |
| 2     | Nicolene Cronje | RSA  | 1:43:57  |
| 3     | Bahia Boussad   | ALG  | 1:46:12  |

### Hochsprung
| Platz | Athlet        | Land | Höhe (m) |
| ----- | ------------- | ---- | -------- |
| 1     | Kabelo Mmono  | BOT  | 2,17     |
| 2     | Boubacar Séré | BUR  | 2,10     |
| 3     | Khemraj Naïko | MRI  | 2,10     |

| Platz | Athletin       | Land | Höhe (m)  |
| ----- | -------------- | ---- | --------- |
| 1     | Hestrie Cloete | RSA  | 1,95 (CR) |
| 2     | Samantha Dodd  | RSA  | 1,60      |
| 3     | Janice Josephs | RSA  | 1,50      |

### Weitsprung
| Platz | Athlet           | Land | Weite (m) |
| ----- | ---------------- | ---- | --------- |
| 1     | Jonathan Chimier | MRI  | 8,06      |
| 2     | Ndiss Kaba Badji | SEN  | 7,86      |
| 3     | Nabil Adamou     | ALG  | 7,72      |

| Platz | Athletin        | Land | Weite (m) |
| ----- | --------------- | ---- | --------- |
| 1     | Kéné Ndoye      | SEN  | 6,64      |
| 2     | Kadiatou Camara | MLI  | 6,29      |
| 3     | Yah Koïta       | MLI  | 6,27      |

### Dreisprung
| Platz | Athlet           | Land | Weite (m) |
| ----- | ---------------- | ---- | --------- |
| 1     | Olivier Sanou    | BUR  | 16,31     |
| 2     | Hamza Ménina     | ALG  | 16,02     |
| 3     | Thierry Adanabou | BUR  | 15,93     |

| Platz | Athletin      | Land | Weite (m) |
| ----- | ------------- | ---- | --------- |
| 1     | Yamilé Aldama | SUD  | 14,90     |
| 2     | Kéné Ndoye    | SEN  | 14,44     |
| 3     | Mariette Mien | BUR  | 12,61     |

### Stabhochsprung
| Platz | Athlet           | Land | Höhe (m) |
| ----- | ---------------- | ---- | -------- |
| 1     | Béchir Zaghouani | TUN  | 5,20     |
| 2     | Karim Sène       | SEN  | 5,00     |
| 3     | Mohamed Karbib   | MAR  | 4,60     |

| Platz | Athletin          | Land | Höhe (m) |
| ----- | ----------------- | ---- | -------- |
| 1     | Syrine Balti      | TUN  | 4,00     |
| 2     | Samantha Dodd     | RSA  | 3,80     |
| 3     | Nancy Cheekoussen | MRI  | 3,70     |

### Speerwurf
| Platz | Athlet            | Land | Weite (m) |
| ----- | ----------------- | ---- | --------- |
| 1     | Gehardus Pienaar  | RSA  | 78,31     |
| 2     | Gerbrandt Grobler | RSA  | 76,93     |
| 3     | Willie Human      | RSA  | 71,48     |

| Platz | Athletin         | Land | Weite (m)  |
| ----- | ---------------- | ---- | ---------- |
| 1     | Sunette Viljoen  | RSA  | 60,13 (CR) |
| 2     | Aïda Sellam      | TUN  | 54,68      |
| 3     | Cecilia Kiplagat | KEN  | 48,78      |

### Diskuswurf
| Platz | Athlet        | Land | Weite (m)  |
| ----- | ------------- | ---- | ---------- |
| 1     | Frantz Kruger | RSA  | 63,85 (CR) |
| 2     | Hannes Hopley | RSA  | 63,50      |
| 3     | Nabil Kiram   | MAR  | 52,12      |

| Platz | Athletin                 | Land | Weite (m) |
| ----- | ------------------------ | ---- | --------- |
| 1     | Elizna Naudé             | RSA  | 57,50     |
| 2     | Alifatou Djibril         | TOG  | 52,62     |
| 3     | Hiba Meshili Abu Zaghari | EGY  | 50,58     |

### Kugelstoßen
| Platz | Athlet            | Land | Weite (m)  |
| ----- | ----------------- | ---- | ---------- |
| 1     | Janus Robberts    | RSA  | 21,02 (CR) |
| 2     | Burger Lambrechts | RSA  | 18,78      |
| 3     | Yasser Farag      | EGY  | 18,51      |

| Platz | Athletin              | Land | Weite (m) |
| ----- | --------------------- | ---- | --------- |
| 1     | Wafaa Ismail Baghdadi | EGY  | 15,53     |
| 2     | Amel Ben Khaled       | TUN  | 15,45     |
| 3     | Alifatou Djibril      | TOG  | 15,16     |

### Hammerwurf
| Platz | Athlet             | Land | Weite (m) |
| ----- | ------------------ | ---- | --------- |
| 1     | Chris Harmse       | RSA  | 75,90     |
| 2     | Saber Souid        | TUN  | 70,71     |
| 3     | Ahmed Abd El Raouf | EGY  | 67,87     |

| Platz | Athletin       | Land | Weite (m)  |
| ----- | -------------- | ---- | ---------- |
| 1     | Marwa Hussein  | EGY  | 66,14 (CR) |
| 2     | Mouna Dani     | MAR  | 57,98      |
| 3     | Hayat El Ghazi | MAR  | 57,67      |

### 4-mal-100-Meter-Staffel
| Platz | Land                                                                            | Zeit (s) |
| ----- | ------------------------------------------------------------------------------- | -------- |
| 1     | Nigeria Olusoji Fasuba Ambrose Ezenwa Aaron Egbele Chinedu Oriala               | 38,91    |
| 2     | Südafrika Morne Nagel Deon du Toit Clinton Venter Lee-Roy Newton                | 39,59    |
| 3     | Kamerun Emmanuel Ngom Priso Idrissa Adam Alain Olivier Nyounai Joseph Batangdon | 39,87    |

| Platz | Land                                                                       | Zeit (s) |
| ----- | -------------------------------------------------------------------------- | -------- |
| 1     | Nigeria Gloria Kemasuode Mercy Nku Oludamola Osayomi Endurance Ojokolo     | 44,32    |
| 2     | Südafrika Dikeledi Moropane Heide Seyerling Adri Schoeman Geraldine Pillay | 44,42    |
| 3     | Senegal Fatoumata Coly Aïda Diop Aissatou Badjo Aminata Diouf              | 45,21    |

### 4-mal-400-Meter-Staffel
| Platz | Land                                                                         | Zeit (min) |
| ----- | ---------------------------------------------------------------------------- | ---------- |
| 1     | Simbabwe Lloyd Zvasiya Lewis Banda Temba Ncube Talkmore Nyongani             | 3:02,38    |
| 2     | Nigeria James Godday Saul Weigopwa Bola Lawal Enefiok Udo-Obong              | 3:02,66    |
| 3     | Südafrika Marcus La Grange Werner Botha Hendrick Mokganyetsi Arnaud Malherbe | 3:03,81    |

| Platz | Land                                                                              | Zeit (min) |
| ----- | --------------------------------------------------------------------------------- | ---------- |
| 1     | Senegal Fatou Bintou Fall Tacko Diouf Aïda Diop Amy Mbacke Thiam                  | 3:29,41    |
| 2     | Südafrika Surita Febbraio Adri Schoeman Heide Seyerling Estie Wittstock           | 3:30,12    |
| 3     | Kamerun Hortense Béwouda Carole Kaboud Mebam Muriel Noah Ahanda Delphine Atangana | 3:30,77    |

### Zehnkampf/Siebenkampf
| Platz | Athlet                      | Land | Punkte |
| ----- | --------------------------- | ---- | ------ |
| 1     | Anis Riahi                  | TUN  | 7200   |
| 2     | Selwyn Lieutier             | MRI  | 6882   |
| 3     | Celestin Moussambote Kengué | COG  | 6478   |

| Platz | Athletin         | Land | Punkte    |
| ----- | ---------------- | ---- | --------- |
| 1     | Margaret Simpson | GHA  | 6154 (CR) |
| 2     | Janice Josephs   | RSA  | 5785      |
| 3     | Céline Laporte   | SEY  | 5172      |

## Medaillenspiegel
| Medaillenspiegel Endstand nach 44 Entscheidungen | Medaillenspiegel Endstand nach 44 Entscheidungen | Medaillenspiegel Endstand nach 44 Entscheidungen | Medaillenspiegel Endstand nach 44 Entscheidungen | Medaillenspiegel Endstand nach 44 Entscheidungen | Medaillenspiegel Endstand nach 44 Entscheidungen |
| Platz                                            | Land                                             | Gold                                             | Silber                                           | Bronze                                           | Gesamt                                           |
| ------------------------------------------------ | ------------------------------------------------ | ------------------------------------------------ | ------------------------------------------------ | ------------------------------------------------ | ------------------------------------------------ |
| 1                                                | Südafrika                                        | 10                                               | 12                                               | 8                                                | 30                                               |
| 2                                                | Kenia                                            | 7                                                | 7                                                | 5                                                | 19                                               |
| 3                                                | Nigeria                                          | 4                                                | 3                                                | –                                                | 7                                                |
| 4                                                | Senegal                                          | 3                                                | 4                                                | 1                                                | 8                                                |
| 5                                                | Tunesien                                         | 3                                                | 4                                                | –                                                | 7                                                |
| 6                                                | Äthiopien                                        | 3                                                | 1                                                | 1                                                | 5                                                |
| 7                                                | Marokko                                          | 2                                                | 3                                                | 6                                                | 11                                               |
| 8                                                | Mauritius                                        | 2                                                | 1                                                | 2                                                | 5                                                |
| 9                                                | Sudan                                            | 2                                                | 1                                                | 1                                                | 4                                                |
| 10                                               | Ägypten                                          | 2                                                | –                                                | 3                                                | 5                                                |
| 11                                               | Burkina Faso                                     | 1                                                | 2                                                | 3                                                | 6                                                |
| 12                                               | Kamerun                                          | 1                                                | 1                                                | 3                                                | 5                                                |
| 13                                               | Simbabwe                                         | 1                                                | –                                                | 1                                                | 2                                                |
| 14                                               | Botswana                                         | 1                                                | –                                                | –                                                | 1                                                |
| 14                                               | Ghana                                            | 1                                                | –                                                | –                                                | 1                                                |
| 14                                               | Madagaskar                                       | 1                                                | –                                                | –                                                | 1                                                |
| 17                                               | Mali                                             | –                                                | 2                                                | 1                                                | 3                                                |
| 18                                               | Algerien                                         | –                                                | 1                                                | 3                                                | 4                                                |
| 19                                               | Togo                                             | –                                                | 1                                                | 1                                                | 2                                                |
| 19                                               | Tschad                                           | –                                                | 1                                                | 1                                                | 2                                                |
| 20                                               | Burundi                                          | –                                                | –                                                | 1                                                | 1                                                |
| 20                                               | Gambia                                           | –                                                | –                                                | 1                                                | 1                                                |
| 20                                               | Republik Kongo                                   | –                                                | –                                                | 1                                                | 1                                                |
| 20                                               | Seychellen                                       | –                                                | –                                                | 1                                                | 1                                                |